# Lomanius bulbosus
Lomanius bulbosus is een hooiwagen uit de familie Podoctidae.